# Tan He
Tan He (chiń. 覃和; ur. 14 grudnia 1984) – chiński zapaśnik w stylu wolnym. Olimpijczyk z Pekinu 2008, gdzie zajął trzynaste miejsce w kategorii 60 kg.
Trzykrotny uczestnik mistrzostw świata, zajął piąte miejsce w 2007 roku.